# Copa Mundial de Fútbol Sub-20 de 2011
La Copa Mundial Sub-20 de la FIFA 2011 (en inglés: FIFA U-20 World Cup Colombia 2011) fue la XVIII edición de la Copa Mundial de Fútbol Sub-20. Se disputó del 29 de julio al 20 de agosto de 2011 en Colombia. En el certamen participaron jugadores de la categoría Sub-20, es decir, debieron haber nacido después del 1 de enero de 1991.
En la reunión del comité ejecutivo de la FIFA, realizada en Sídney, Australia; Colombia obtuvo la sede el 26 de mayo de 2008. El entonces vicepresidente de la República, Francisco Santos Calderón, afirmó que la sede la consiguieron con el respaldo obtenido luego de retirarse de la posible organización de la Copa Mundial de Fútbol de 2014, bajo la promesa de que este sería el «mejor mundial juvenil de la historia».
En una visita de inspección al desarrollo de las obras, en marzo de 2010, Austin Warner, vicepresidente de la FIFA, afirmó que la realización del Mundial Sub-20 de 2011 sería un buen antecedente para que Colombia se postule como país organizador de la Copa Mundial de Fútbol de 2026.
Fueron 24 los equipos que participaron en el campeonato, y estuvo compuesto de 2 fases: en la primera, se conformaron 6 grupos de 4 equipos cada uno, avanzando a la siguiente ronda los 2 mejores de cada grupo y los 4 mejores terceros lugares. Los 16 clasificados se enfrentaron posteriormente en partidos eliminatorios, hasta llegar a los 2 equipos que disputaron la final en el Estadio Nemesio Camacho El Campín de Bogotá.
Durante la primera ronda se anotaron 94 goles; 4 de las 5 selecciones de la Conmebol, incluida la selección anfitriona, pasaron a la segunda ronda, únicamente la selección de Uruguay se quedó en el camino convirtiéndose en una sorpresa debido a que era considerada como una de las favoritas al título. Por otro lado, la UEFA clasificó 4 de sus 6 representantes, la AFC clasificó a tan solo 2 de sus equipos, la CAF a 3 de sus 4 iniciales, al igual que la Concacaf y, por último, la OFC perdió a su único representante en esta ronda.
En la segunda fase, Sudamérica perdió en octavos de final solo a una selección, pero en cuartos de final Brasil se convirtió en su único representante, que clasificó a semifinales junto a dos europeos: Francia y Portugal; y un norteamericano: México. Francia consiguió así su primera participación en semifinales de un torneo juvenil. Finalmente, la final se disputó entre Sudamérica y Europa, representadas con las selecciones de Brasil y Portugal respectivamente.
Brasil obtuvo su quinto título de mundial juvenil, igualando así a la selección absoluta que tiene la misma cantidad de títulos. Entretanto, la selección de Portugal se posicionó en el segundo lugar del torneo, el cual ganó por última vez en 1991, siendo el anfitrión.

## Organización
A finales del año 2009, la Federación Colombiana de Fútbol dio a conocer el presupuesto para llevar a cabo el certamen, el cual ascendió a COP 150 mil millones. Esta cifra fue compartida entre el gobierno nacional y las alcaldías de las ocho ciudades sedes. El dinero se destinó para adecuar la infraestructura de los estadios según los requerimientos de la FIFA, además para adecuar los alrededores de los escenarios deportivos donde se llevaron a cabo los partidos. En algunos escenarios se hicieron remodelaciones adicionales a las que ya se estaban llevando a cabo antes, en otros, la remodelación tuvo que hacerse desde cero.
Los 24 equipos participantes se repartieron en 6 grupos de 4 equipos cada uno. La comisión organizadora de la FIFA distribuyó los equipos en grupos determinando las cabezas de serie y el agrupamiento de los equipos mediante sorteo público, y tomando en consideración factores deportivos y geográﬁcos.
El 26 de abril de 2011 se dio a conocer, que además de los socios FIFA, Adidas, Coca-Cola, Hyundai, Kia Motors, Emirates, Sony y Visa, podrán publicitar la Copa Mundial Sub-20 Colombia 2011, como socios nacionales las empresas Comcel, Colsanitas y Publik.

### Sedes
Las sedes confirmadas el día 29 de septiembre de 2010, fueron: Bogotá, Medellín, Cali, Barranquilla, Cartagena, Armenia, Manizales y Pereira.
| Colombia                           | Colombia                                                                        | Colombia                                                                        | Colombia                        |
| Armenia                            | Barranquilla                                                                    | Bogotá                                                                          | Cali                            |
| ---------------------------------- | ------------------------------------------------------------------------------- | ------------------------------------------------------------------------------- | ------------------------------- |
| Estadio Centenario                 | Estadio Metropolitano                                                           | Estadio El Campín                                                               | Estadio Pascual Guerrero        |
| Capacidad: 20.716                  | Capacidad: 46.788                                                               | Capacidad: 36.343                                                               | Capacidad: 35.405               |
|                                    |                                                                                 |                                                                                 |                                 |
| Cartagena                          | Pereira Barranquilla Bogotá Cali Cartagena de Indias Manizales Medellín Armenia | Pereira Barranquilla Bogotá Cali Cartagena de Indias Manizales Medellín Armenia | Manizales                       |
| Estadio Jaime Morón León           | Pereira Barranquilla Bogotá Cali Cartagena de Indias Manizales Medellín Armenia | Pereira Barranquilla Bogotá Cali Cartagena de Indias Manizales Medellín Armenia | Estadio Palogrande              |
| Capacidad: 16.068                  | Pereira Barranquilla Bogotá Cali Cartagena de Indias Manizales Medellín Armenia | Pereira Barranquilla Bogotá Cali Cartagena de Indias Manizales Medellín Armenia | Capacidad: 28.678               |
|                                    | Pereira Barranquilla Bogotá Cali Cartagena de Indias Manizales Medellín Armenia | Pereira Barranquilla Bogotá Cali Cartagena de Indias Manizales Medellín Armenia |                                 |
| Medellín                           | Pereira Barranquilla Bogotá Cali Cartagena de Indias Manizales Medellín Armenia | Pereira Barranquilla Bogotá Cali Cartagena de Indias Manizales Medellín Armenia | Pereira                         |
| Estadio Atanasio Girardot          | Pereira Barranquilla Bogotá Cali Cartagena de Indias Manizales Medellín Armenia | Pereira Barranquilla Bogotá Cali Cartagena de Indias Manizales Medellín Armenia | Estadio Hernán Ramírez Villegas |
| Capacidad: 40.943                  | Pereira Barranquilla Bogotá Cali Cartagena de Indias Manizales Medellín Armenia | Pereira Barranquilla Bogotá Cali Cartagena de Indias Manizales Medellín Armenia | Capacidad: 30.297               |
| Estadio Atanasio Girardot-Medellín | Pereira Barranquilla Bogotá Cali Cartagena de Indias Manizales Medellín Armenia | Pereira Barranquilla Bogotá Cali Cartagena de Indias Manizales Medellín Armenia |                                 |

### Lista de árbitros
El 25 de mayo de 2011 la FIFA anunció la lista de 57 árbitros, 19 de ellos centrales, de las seis confederaciones continentales para los 52 partidos de la competición.
| Concacaf - Mark Geiger - Walter López AFC - Kim Dong-jin - Abdulrahman Mohammed Abdou OFC - Peter O'Leary CAF - Noumandiez Doue - Djamel Haimoudi | Conmebol - Antonio Arias - Hernando Buitrago - Marlon Escalante - Patricio Polic - Wilson Seneme - Darío Ubríaco UEFA - Cüneyt Çakır - Mark Clattenburg - William Collum - Robert Schörgenhofer - Markus Strömbergsson - István Vad |

### Reglas
En marzo de 2011, la FIFA publicó el Reglamento de la Copa Mundial de Fútbol Sub-20 Colombia 2011, en el que se plasmaron las reglas y lineamientos para la organización y celebración del torneo. Los 24 equipos que participan en la fase final se dividen en seis grupos de cuatro equipos cada uno. Dentro de cada grupo se enfrentan una vez entre sí, por el sistema de todos contra todos. Según el resultado de cada partido se otorgan tres puntos al ganador, un punto a cada equipo en caso de empate y ninguno al perdedor.
Pasan a la siguiente ronda los dos equipos de cada grupo mejor clasificados y los cuatro mejores terceros. El orden de clasificación se determina teniendo en cuenta los siguientes criterios, en orden de preferencia:
1. El mayor número de puntos obtenidos teniendo en cuenta todos los partidos del grupo.
2. La mayor diferencia de goles teniendo en cuenta todos los partidos del grupo.
3. El mayor número de goles a favor anotados teniendo en cuenta todos los partidos del grupo.
4. Sorteo del comité organizador de la Copa Mundial.

Si dos o más equipos quedan igualados según las pautas anteriores, sus posiciones se determinarán mediante los siguientes criterios, en orden de preferencia:
1. El mayor número de puntos obtenidos en los partidos entre los equipos en cuestión.
2. La diferencia de goles teniendo en cuenta los partidos entre los equipos en cuestión.
3. El mayor número de goles a favor anotados por cada equipo en los partidos disputados entre los equipos en cuestión.
4. Sorteo del comité organizador de la Copa Mundial.

La segunda ronda incluye todas las fases desde los octavos de final hasta la final. Mediante el sistema de eliminación directa se clasifican los cuatro semifinalistas. Los equipos perdedores de las semifinales juegan un partido por el tercer y cuarto puesto, mientras que los ganadores disputan el partido final, donde el vencedor obtiene la Copa Mundial.
Si después de los 90 minutos de juego el partido se encuentra empatado se juega un tiempo suplementario de dos etapas de 15 minutos cada una. Si el resultado sigue empatado tras esta prórroga, el partido se define por el procedimiento de tiros desde el punto penal.

## Equipos participantes

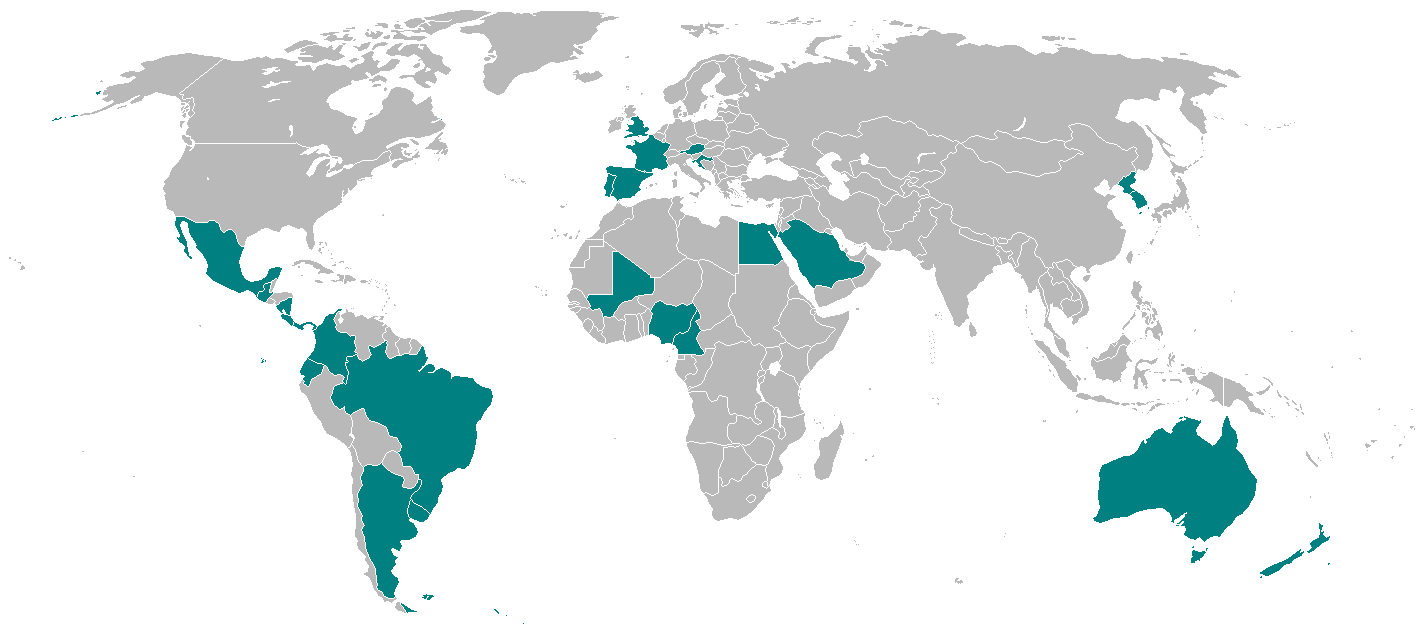
Equipos clasificados para el certamen.

En total fueron 179 equipos de las seis confederaciones afiliadas a la FIFA que se inscribieron para participar en el torneo. De ellos 24 equipos participaron en la fase final. Cabe destacar que el anterior campeón, Ghana, quedó fuera del mundial. Las clasificaciones comenzaron el 13 de noviembre de 2009 y finalizaron el 29 de abril de 2011. El sorteo de los grupos entre los equipos clasificados se realizó en Cartagena de Indias el 27 de abril de 2011.
Colombia como sede de la Copa Mundial, se clasificó automáticamente. Los 23 cupos restantes se repartieron a las seis confederaciones que disputaron los torneos clasificatorios: Seis cupos para la UEFA, cuatro para la AFC, cuatro para la Conmebol, cuatro para la CAF, cuatro para la Concacaf y un cupo para la OFC.
En cursiva, los debutantes en la Copa Mundial de Fútbol Sub-20.
| Clasificatorias | Clasificatorias | Clasificatorias | Clasificatorias | Clasificatorias | Clasificatorias |
| --------------- | --------------- | --------------- | --------------- | --------------- | --------------- |
| CAF             | AFC             | UEFA            | Concacaf        | OFC             | Conmebol        |

| Equipos participantes | Equipos participantes | Equipos participantes | Equipos participantes |
| --------------------- | --------------------- | --------------------- | --------------------- |
| Arabia Saudita        | Colombia              | Egipto                | México                |
| Argentina             | Corea del Norte       | España                | Nigeria               |
| Australia             | Corea del Sur         | Francia               | Nueva Zelanda         |
| Austria               | Costa Rica            | Guatemala             | Panamá                |
| Brasil                | Croacia               | Inglaterra            | Portugal              |
| Camerún               | Ecuador               | Malí                  | Uruguay               |

### Sorteo
El sorteo de los grupos se realizó el 27 de abril de 2011, en el Centro de Convenciones Julio César Turbay Ayala ubicado en la ciudad de Cartagena de Indias a las 20:00 horas de Colombia. Entre las figuras presentes más destacadas, y que además, se encargaron de sortear los grupos, se encontraban los exfutbolistas colombianos Óscar Córdoba, Carlos Valderrama y la jugadora del seleccionado femenino Yoreli Rincón. La actriz Carolina Gómez ofició como maestra de ceremonias.
| Cabezas de serie                                  | Bolillero 1                                     | Bolillero 2                                                                 | Bolillero 3                                        |
| ------------------------------------------------- | ----------------------------------------------- | --------------------------------------------------------------------------- | -------------------------------------------------- |
| Colombia Brasil España Portugal Argentina Nigeria | México Costa Rica Guatemala Camerún Egipto Malí | Corea del Sur Corea del Norte Australia Arabia Saudita Panamá Nueva Zelanda | Francia Inglaterra Croacia Austria Uruguay Ecuador |

## Símbolos

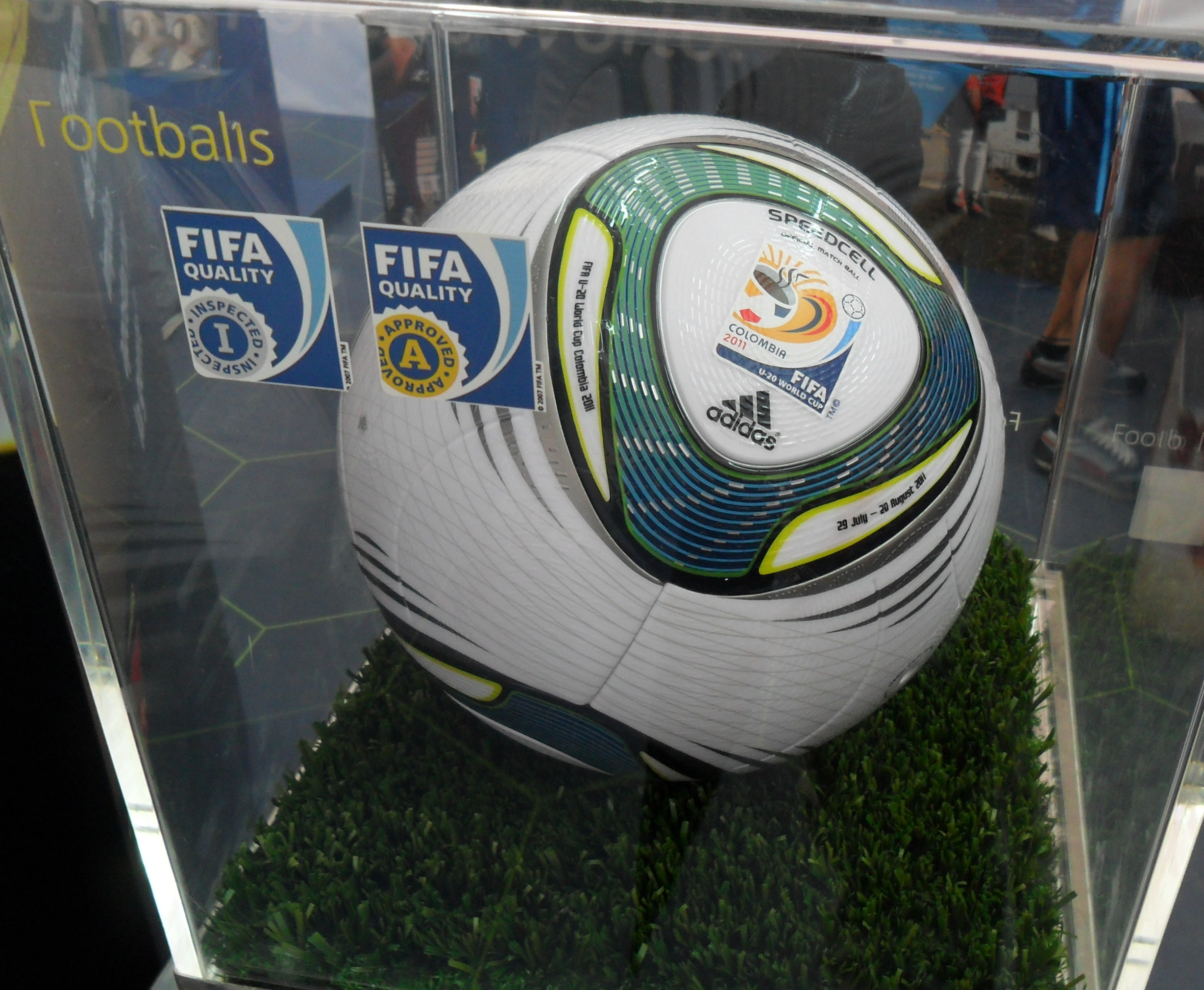
Adidas Speedcell, el Balón oficial de la Copa Mundial de Fútbol Sub-20 de 2011.

Coldeportes, junto a la Federación Colombiana de Fútbol y la FIFA realizaron el lanzamiento del mundial el 29 de septiembre de 2010, evento donde se dieron a conocer los símbolos oficiales del campeonato. El día 29 de septiembre, los presidentes de la FIFA y Colombia anunciaron que el logotipo sería una taza humeante de café con los colores del tricolor colombiano y su leyenda juvenil.
Posteriormente, el 1 de diciembre de 2010, se presentó la mascota y el calendario en Bogotá; la mascota era un papagayo que, según el comité organizador, representa todo el sabor, biodiversidad y flora y fauna de Colombia. Esta fue elegida por el comité organizador no solo por las características ya nombradas, sino que también representa la alegría y espontaneidad del pueblo colombiano como anfitrión de este evento. A través de uno de los patrocinadores del torneo, Coca-Cola, en su portal social de Facebook, se escogió el nombre de la mascota que finalmente se llamó «Bambuco el guacamayo».
El balón oficial con que se jugó el campeonato fue el modelo Speedcell, fabricado por la marca Adidas. Para su diseño, en esta ocasión los especialistas de la marca se enfocaron en colores claros que forman parte de 11 líneas que en su esencia representan los 11 jugadores que se encuentran por equipo dentro del terreno de juego. En uno de los «triángulos ilustrativos» del balón, tiene el logo de la empresa creadora.
Asimismo, la Copa Mundial Sub-20 de la FIFA, contó con dos canciones oficiales, en primer lugar la canción del artista colombiano Jorge Celedón, llamada «Nuestra Fiesta», la cual fue la canción oficial del certamen deportivo. De igual manera, la empresa Coca-Cola produjo junto al grupo Dragón y Caballero, su propia canción oficial para el mundial sub-20 denominada «Colombia Grita Gol».

## Ceremonia de inauguración
La ceremonia de inauguración se celebró el 29 de julio de 2011, en el Estadio Metropolitano de la ciudad de Barranquilla. El nombre del acto, que tuvo una duración de 32 minutos, fue Colombia, un nuevo amanecer, en el cual se mostró todo sobre la riqueza folclórica de Colombia. Se inició recordando un amanecer en el Amazonas, pasando por el folclor de los Llanos Orientales, la Región Andina, la Región Pacífica y se terminó con la alegría de la Región Caribe. Para que el espectáculo no afectara el gramado del Estadio Metropolitano, la totalidad de la cancha fue cubierta con un gigantesco plástico, y así los artistas pudieran realizar sin problemas su acto. Rossana Lignarolo fue la encargada de coordinar la ceremonia.
El inicio de la ceremonia se dio con un saludo a los 24 países participantes en el certamen, 144 niños de la ciudad de Barranquilla se encargaron de presentar las banderas de estos países y mostrarlas ante los asistentes al evento y ante los espectadores del mundo. Luego, una serie de artistas ingresaron al centro del escenario y una mujer llevada en brazos anunciaba el inicio de la ceremonia, rodeada por la fauna y flora del Amazonas, además, dio un mensaje al mundo entero, pidiendo por el respeto a todos los seres vivientes que habitan la tierra. Daniela Barrios inició un sublime canto evocando a los seres amazónicos.
El evento pasó luego al zapateo llanero, cientos de bailarines llenaron la cancha bailando joropo, haciendo un homenaje a la Región Orinoquía, el público se unió al evento aplaudiendo al ritmo de las arpas, los cuatros y las maracas. El turno enseguida fue para la Región Andina. El turno luego fue para la Región Pacífica, los artistas mostraron al público la fauna marina en representación de esta región colombiana, bailarinas afro hicieron una representación artística de los bailes típicos presentes en el occidente colombiano como la chirimía.
El público aclamó al oír «En Barranquilla me quedo», un homenaje al fallecido Joe Arroyo; varios artistas bailaron al ritmo de la salsa mientras el público coreó la canción en una sola voz. Cientos de niños llegaron a la cancha con balones de fútbol e hicieron una coreografía representando el significado del fútbol para los jóvenes en la actualidad.
La cantante Maía fue la encargada de dar inicio a la representación folclórica de la Región Caribe del país. Cerca de dos mil personas  ingresaron al evento con los diferentes trajes típicos de esta región, y sobre todo, los que se utilizan comúnmente en el Carnaval de Barranquilla. El Checo Acosta continúo con el repertorio mientras los artistas seguían bailando diferentes ritmos del Caribe. Juan Piña continúo haciendo un homenaje a la región mientras el público se unió una vez más con sus cánticos y sus aplausos.
Por último, Jorge Celedón interpretó la canción «Nuestra Fiesta» que fue escogida como el himno oficial del Mundial de Fútbol Sub-20 Colombia 2011. Los juegos pirotécnicos iluminaron el cielo de la ciudad de Barranquilla dando fin a la ceremonia que inició oficialmente el evento deportivo. Luego de la ceremonia, la cancha se adecuó para recibir el partido entre las selecciones de Brasil y Egipto.

## Calendario y resultados
- Los horarios correspondieron a la hora de Colombia (UTC-5)
- Leyenda: Pts: Puntos; PJ: Partidos jugados; PG: Partidos ganados; PE: Partidos empatados; PP: Partidos perdidos; GF: Goles a favor; GC: Goles en contra; Dif: Diferencia de goles.

### Primera fase

#### Grupo A

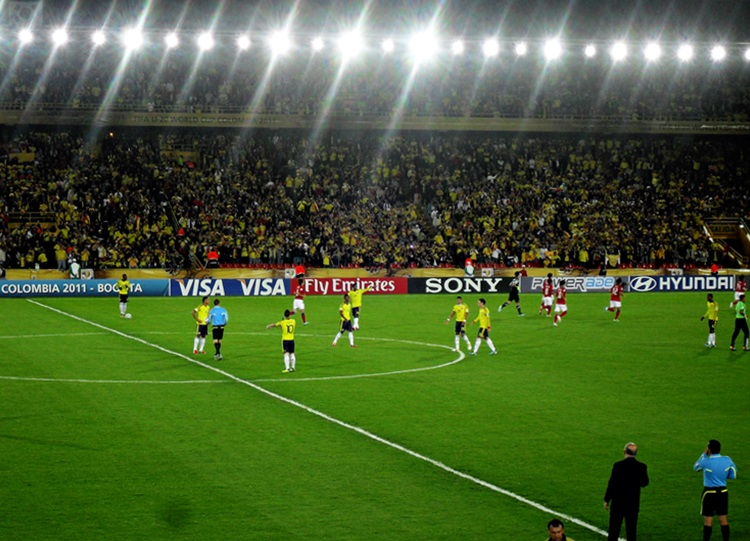
Partido Colombia vs Corea del Sur en el Estadio Nemesio Camacho El Campín

| Equipo        | Pts | PJ | PG | PE | PP | GF | GC | Dif |
| ------------- | --- | -- | -- | -- | -- | -- | -- | --- |
| Colombia      | 9   | 3  | 3  | 0  | 0  | 7  | 1  | 6   |
| Francia       | 6   | 3  | 2  | 0  | 1  | 6  | 5  | 1   |
| Corea del Sur | 3   | 3  | 1  | 0  | 2  | 3  | 4  | -1  |
| Malí          | 0   | 3  | 0  | 0  | 3  | 0  | 6  | -6  |

| 30 de julio de 2011, 17:00             | Malí | 0:2 (0:0) | Corea del Sur                        | Estadio El Campín, Bogotá                                                 |                                                                           |
|                                        |      | Reporte   | Kyung-jung 50' · Hyun-soo 80' (pen.) | Asistencia: 36 111 espectadores Árbitro(s): Mark Clattenburg (Inglaterra) | Asistencia: 36 111 espectadores Árbitro(s): Mark Clattenburg (Inglaterra) |
| Inicio retrasado 1 hora por mal clima. |      |           |                                      |                                                                           |                                                                           |

| 30 de julio de 2011, 20:00             | Colombia                                          | 4:1 (1:1) | Francia  | Estadio El Campín, Bogotá                                                 |                                                                           |
|                                        | Rodríguez 30' (pen.) · Muriel 48' 66' · Arias 64' | Reporte   | Sunu 21' | Asistencia: 36 111 espectadores Árbitro(s): Peter O'Leary (Nueva Zelanda) | Asistencia: 36 111 espectadores Árbitro(s): Peter O'Leary (Nueva Zelanda) |
| Inicio retrasado 1 hora por mal clima. |                                                   |           |          |                                                                           |                                                                           |

| 2 de agosto de 2011, 17:00 | Francia                                 | 3:1 (1:0) | Corea del Sur | Estadio El Campín, Bogotá                                          |                                                                    |
|                            | Sunu 27' · Fofana 81' · Lacazette 90+1' | Reporte   | Young-uk 59'  | Asistencia: 36 103 espectadores Árbitro(s): Wilson Seneme (Brasil) | Asistencia: 36 103 espectadores Árbitro(s): Wilson Seneme (Brasil) |

| 2 de agosto de 2011, 20:00 | Colombia                       | 2:0 (1:0) | Malí | Estadio El Campín, Bogotá                                        |                                                                  |
|                            | Valencia 23' · Rodríguez 90+1' | Reporte   |      | Asistencia: 36 103 espectadores Árbitro(s): István Vad (Hungría) | Asistencia: 36 103 espectadores Árbitro(s): István Vad (Hungría) |

| 5 de agosto de 2011, 20:00 | Francia                     | 2:0 (0:0) | Malí | Estadio Pascual Guerrero, Cali                                       |                                                                      |
|                            | Bakambu 70' · Lacazette 77' | Reporte   |      | Asistencia: 31 395 espectadores Árbitro(s): Antonio Arias (Paraguay) | Asistencia: 31 395 espectadores Árbitro(s): Antonio Arias (Paraguay) |

| 5 de agosto de 2011, 20:00 | Colombia   | 1:0 (1:0) | Corea del Sur | Estadio El Campín, Bogotá                                                 |                                                                           |
|                            | Muriel 37' | Reporte   |               | Asistencia: 36 082 espectadores Árbitro(s): Markus Strömbergsson (Suecia) | Asistencia: 36 082 espectadores Árbitro(s): Markus Strömbergsson (Suecia) |

#### Grupo B

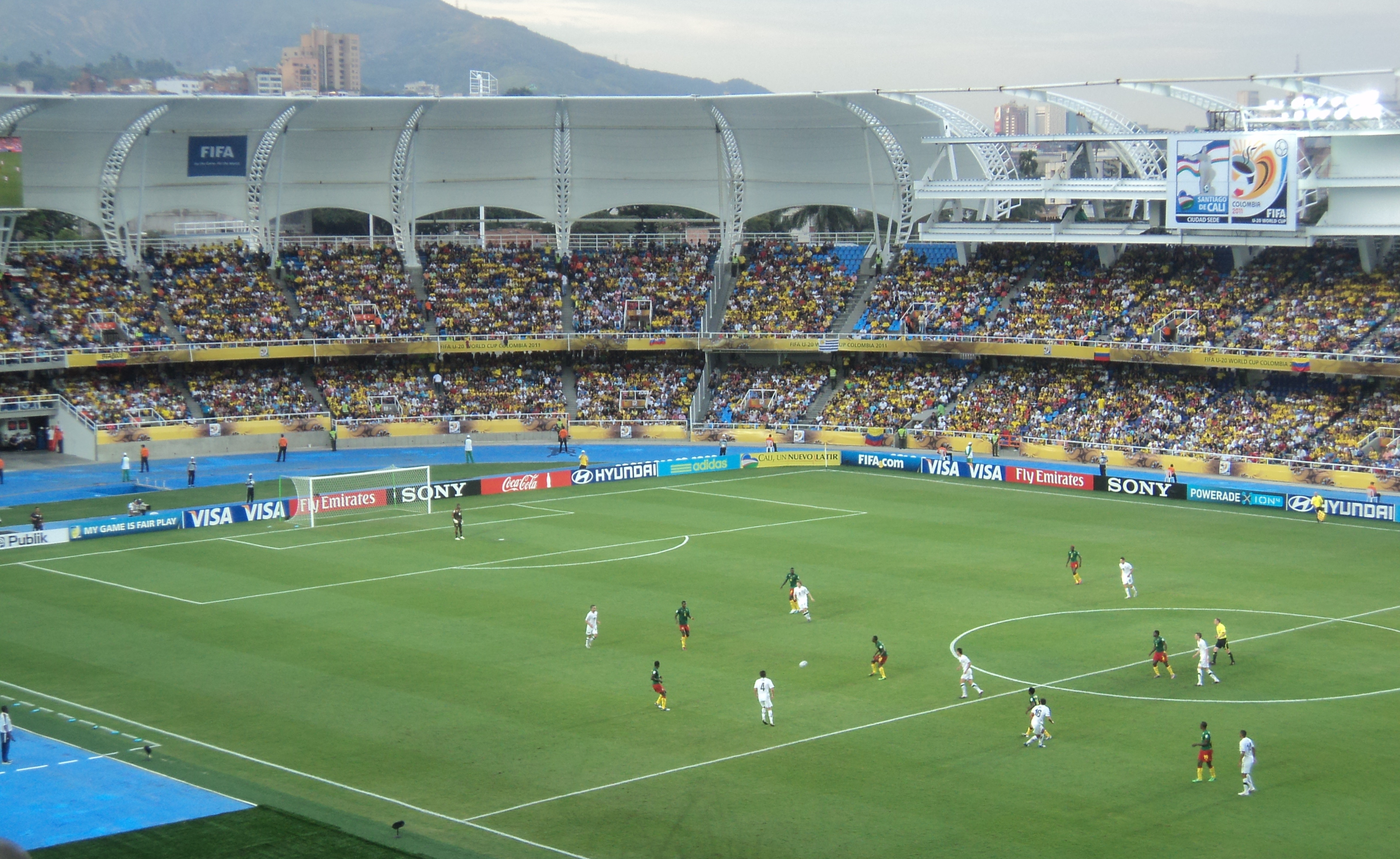
Partido - en el Estadio Pascual Guerrero.

| Equipo        | Pts | PJ | PG | PE | PP | GF | GC | Dif |
| ------------- | --- | -- | -- | -- | -- | -- | -- | --- |
| Portugal      | 7   | 3  | 2  | 1  | 0  | 2  | 0  | 2   |
| Camerún       | 4   | 3  | 1  | 1  | 1  | 2  | 2  | 0   |
| Nueva Zelanda | 2   | 3  | 0  | 2  | 1  | 2  | 3  | -1  |
| Uruguay       | 2   | 3  | 0  | 2  | 1  | 1  | 2  | -1  |

| 30 de julio de 2011, 17:00 | Camerún    | 1:1 (1:1) | Nueva Zelanda     | Estadio Pascual Guerrero, Cali                                       |                                                                      |
|                            | Mbondi 33' | Reporte   | Tchaha 40' (a.g.) | Asistencia: 35 262 espectadores Árbitro(s): William Collum (Escocia) | Asistencia: 35 262 espectadores Árbitro(s): William Collum (Escocia) |

| 30 de julio de 2011, 20:00 | Portugal | 0:0     | Uruguay | Estadio Pascual Guerrero, Cali                                        |                                                                       |
|                            |          | Reporte |         | Asistencia: 35 262 espectadores Árbitro(s): Abdulrahman Abdou (Catar) | Asistencia: 35 262 espectadores Árbitro(s): Abdulrahman Abdou (Catar) |

| 2 de agosto de 2011, 17:00 | Uruguay  | 1:1 (0:0) | Nueva Zelanda | Estadio Pascual Guerrero, Cali                                     |                                                                    |
|                            | Luna 74' | Reporte   | Bevin 57'     | Asistencia: 28 884 espectadores Árbitro(s): Cüneyt Çakır (Turquía) | Asistencia: 28 884 espectadores Árbitro(s): Cüneyt Çakır (Turquía) |

| 2 de agosto de 2011, 20:00 | Portugal        | 1:0 (1:0) | Camerún | Estadio Pascual Guerrero, Cali                                       |                                                                      |
|                            | N. Oliveira 19' | Reporte   |         | Asistencia: 28 884 espectadores Árbitro(s): Antonio Arias (Paraguay) | Asistencia: 28 884 espectadores Árbitro(s): Antonio Arias (Paraguay) |

| 5 de agosto de 2011, 17:00 | Uruguay | 0:1 (0:1) | Camerún    | Estadio El Campín, Bogotá                                                |                                                                          |
|                            |         | Reporte   | Mbongo 28' | Asistencia: 36 082 espectadores Árbitro(s): Mark Geiger (Estados Unidos) | Asistencia: 36 082 espectadores Árbitro(s): Mark Geiger (Estados Unidos) |

| 5 de agosto de 2011, 17:00 | Portugal | 1:0 (1:0) | Nueva Zelanda | Estadio Pascual Guerrero, Cali                                           |                                                                          |
|                            | Rui 31'  | Reporte   |               | Asistencia: 31 395 espectadores Árbitro(s): Kim Dong-jin (Corea del Sur) | Asistencia: 31 395 espectadores Árbitro(s): Kim Dong-jin (Corea del Sur) |

#### Grupo C

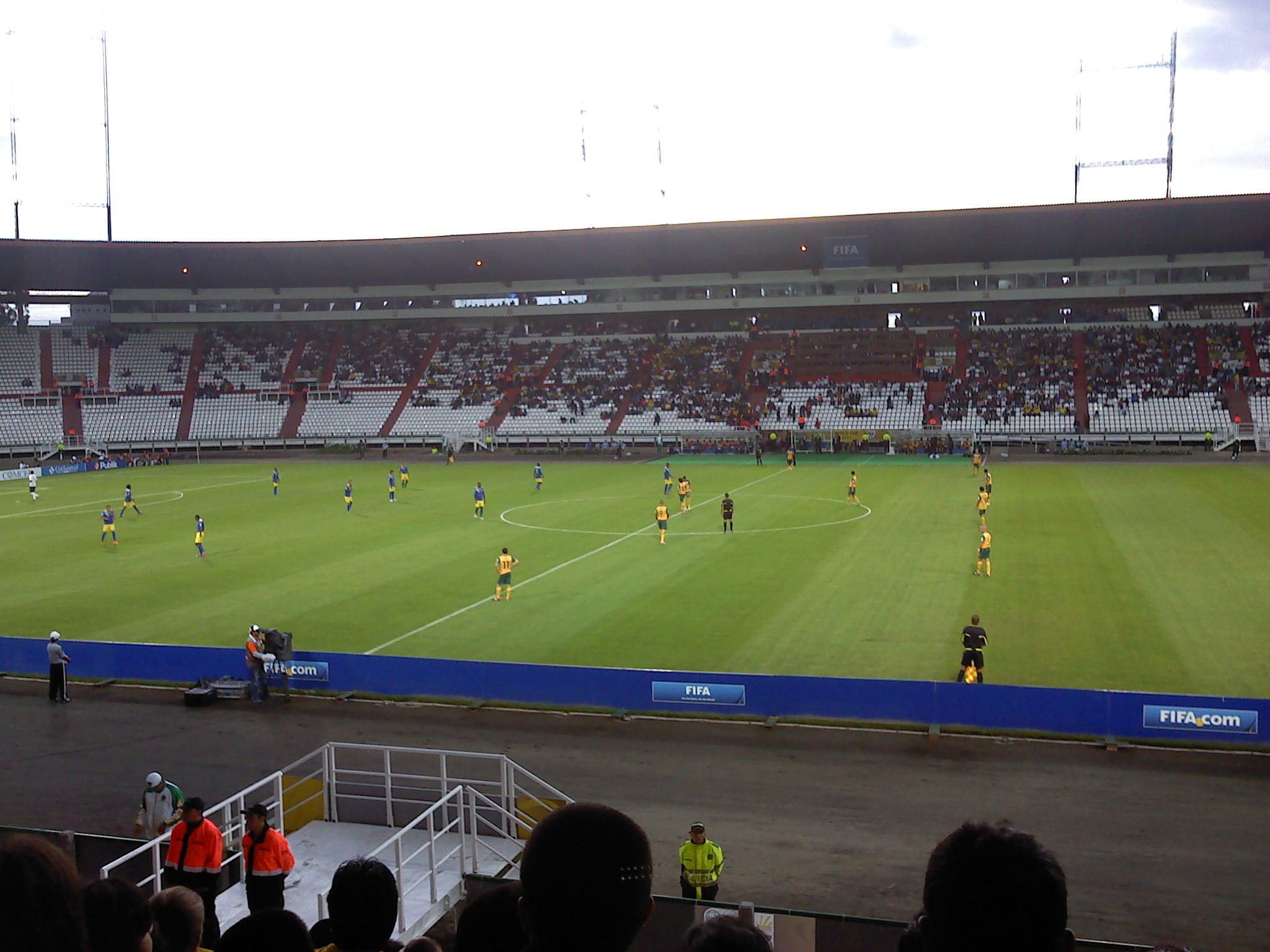
Partido - en el Estadio Palogrande.

| Equipo     | Pts | PJ | PG | PE | PP | GF | GC | Dif |
| ---------- | --- | -- | -- | -- | -- | -- | -- | --- |
| España     | 9   | 3  | 3  | 0  | 0  | 11 | 2  | 9   |
| Ecuador    | 4   | 3  | 1  | 1  | 1  | 4  | 3  | 1   |
| Costa Rica | 3   | 3  | 1  | 0  | 2  | 4  | 9  | -5  |
| Australia  | 1   | 3  | 0  | 1  | 2  | 4  | 9  | -5  |

| 31 de julio de 2011, 15:00 | Costa Rica | 1:4 (0:1) | España                                         | Estadio Palogrande, Manizales                                       |                                                                     |
|                            | Ruíz 65'   | Reporte   | Rodrigo 14' 48' · Koke 81' · Isco 90+4' (pen.) | Asistencia: 17 075 espectadores Árbitro(s): Darío Ubríaco (Uruguay) | Asistencia: 17 075 espectadores Árbitro(s): Darío Ubríaco (Uruguay) |

| 31 de julio de 2011, 18:00 | Australia | 1:1 (0:1) | Ecuador   | Estadio Palogrande, Manizales                                         |                                                                       |
|                            | Oar 89'   | Reporte   | Govea 24' | Asistencia: 17 075 espectadores Árbitro(s): Djamel Haimoudi (Argelia) | Asistencia: 17 075 espectadores Árbitro(s): Djamel Haimoudi (Argelia) |

| 3 de agosto de 2011, 17:00 | Ecuador | 0:2 (0:0) | España                    | Estadio Palogrande, Manizales                                             |                                                                           |
|                            |         | Reporte   | Canales 67' · Vázquez 85' | Asistencia: 10 130 espectadores Árbitro(s): Peter O'Leary (Nueva Zelanda) | Asistencia: 10 130 espectadores Árbitro(s): Peter O'Leary (Nueva Zelanda) |

| 3 de agosto de 2011, 20:00 | Australia                  | 2:3 (1:2) | Costa Rica                  | Estadio Palogrande, Manizales                                              |                                                                            |
|                            | Oar 26' · Calvo 64' (a.g.) | Reporte   | Campbell 22' 27' · Ruíz 72' | Asistencia: 10 130 espectadores Árbitro(s): Robert Schörgenhofer (Austria) | Asistencia: 10 130 espectadores Árbitro(s): Robert Schörgenhofer (Austria) |

| 6 de agosto de 2011, 17:00 | Ecuador                       | 3:0 (2:0) | Costa Rica | Estadio Hernán Ramírez Villegas, Pereira                           |                                                                    |
|                            | Montaño 2' · de Jesús 13' 69' | Reporte   |            | Asistencia: 13 714 espectadores Árbitro(s): Cüneyt Çakır (Turquía) | Asistencia: 13 714 espectadores Árbitro(s): Cüneyt Çakır (Turquía) |

| 6 de agosto de 2011, 17:00 | Australia | 1:5 (1:5) | España                                               | Estadio Palogrande, Manizales                                      |                                                                    |
|                            | Bulut 27' | Reporte   | Roberto 1' · Vázquez 6' 13' 18' · Canales 31' (pen.) | Asistencia: 14 722 espectadores Árbitro(s): Wilson Seneme (Brasil) | Asistencia: 14 722 espectadores Árbitro(s): Wilson Seneme (Brasil) |

#### Grupo D

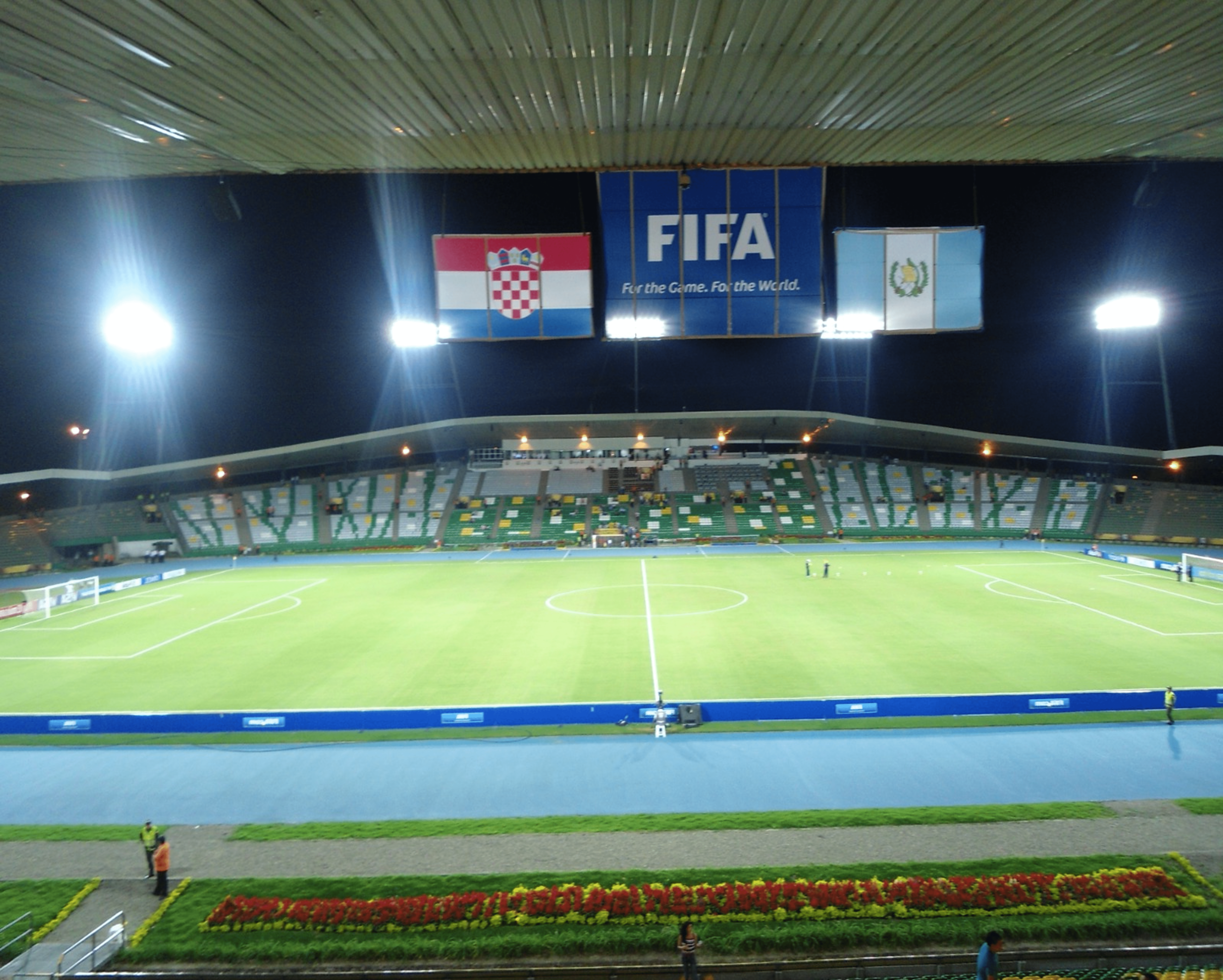
Previa del partido Croacia vs. Guatemala en el Estadio Centenario de Armenia.

| Equipo         | Pts | PJ | PG | PE | PP | GF | GC | Dif |
| -------------- | --- | -- | -- | -- | -- | -- | -- | --- |
| Nigeria        | 9   | 3  | 3  | 0  | 0  | 12 | 2  | 10  |
| Arabia Saudita | 6   | 3  | 2  | 0  | 1  | 8  | 2  | 6   |
| Guatemala      | 3   | 3  | 1  | 0  | 2  | 1  | 11 | -10 |
| Croacia        | 0   | 3  | 0  | 0  | 3  | 2  | 8  | -6  |

| 31 de julio de 2011, 15:00 | Nigeria                                            | 5:0 (2:0) | Guatemala | Estadio Centenario, Armenia                                                |                                                                            |
|                            | Egbedi 8' 39' · Ajagun 47' · Kayode 53' · Musa 76' | Reporte   |           | Asistencia: 11 116 espectadores Árbitro(s): Robert Schörgenhofer (Austria) | Asistencia: 11 116 espectadores Árbitro(s): Robert Schörgenhofer (Austria) |

| 31 de julio de 2011, 18:00 | Croacia | 0:2 (0:0) | Arabia Saudita                 | Estadio Centenario, Armenia                                                   |                                                                               |
|                            |         | Reporte   | Al-Fahmi 54' · Al-Muwallad 69' | Asistencia: 11 116 espectadores Árbitro(s): Noumandiez Doue (Costa de Marfil) | Asistencia: 11 116 espectadores Árbitro(s): Noumandiez Doue (Costa de Marfil) |

| 3 de agosto de 2011, 17:00 | Arabia Saudita                                                                                | 6:0 (2:0) | Guatemala | Estadio Centenario, Armenia                                        |                                                                    |
|                            | Dagriri 17' · Al-Fahmi 27' · Al-Fatil 58' · Al-Shahrani 66' · Al-Ibrahim 83' · Al-Dawsari 89' | Reporte   |           | Asistencia: 8861 espectadores Árbitro(s): William Collum (Escocia) | Asistencia: 8861 espectadores Árbitro(s): William Collum (Escocia) |

| 3 de agosto de 2011, 20:00 | Croacia                    | 2:5 (1:2) | Nigeria                                             | Estadio Centenario, Armenia                                       |                                                                   |
|                            | Lendrić 42' · Kramarić 66' | Reporte   | Kayode 25' · Suswan 30' · Musa 62' · Nwofor 69' 73' | Asistencia: 8861 espectadores Árbitro(s): Darío Ubríaco (Uruguay) | Asistencia: 8861 espectadores Árbitro(s): Darío Ubríaco (Uruguay) |

| 6 de agosto de 2011, 20:00 | Arabia Saudita | 0:2 (0:1) | Nigeria                 | Estadio Hernán Ramírez Villegas, Pereira                                 |                                                                          |
|                            |                | Reporte   | Musa 45+2' · Kayode 85' | Asistencia: 13 714 espectadores Árbitro(s): Hernando Buitrago (Colombia) | Asistencia: 13 714 espectadores Árbitro(s): Hernando Buitrago (Colombia) |

| 6 de agosto de 2011, 20:00 | Croacia | 0:1 (0:0) | Guatemala    | Estadio Centenario, Armenia                                         |                                                                     |
|                            |         | Reporte   | Ceballos 81' | Asistencia: 4209 espectadores Árbitro(s): Abdulrahman Abdou (Catar) | Asistencia: 4209 espectadores Árbitro(s): Abdulrahman Abdou (Catar) |

#### Grupo E

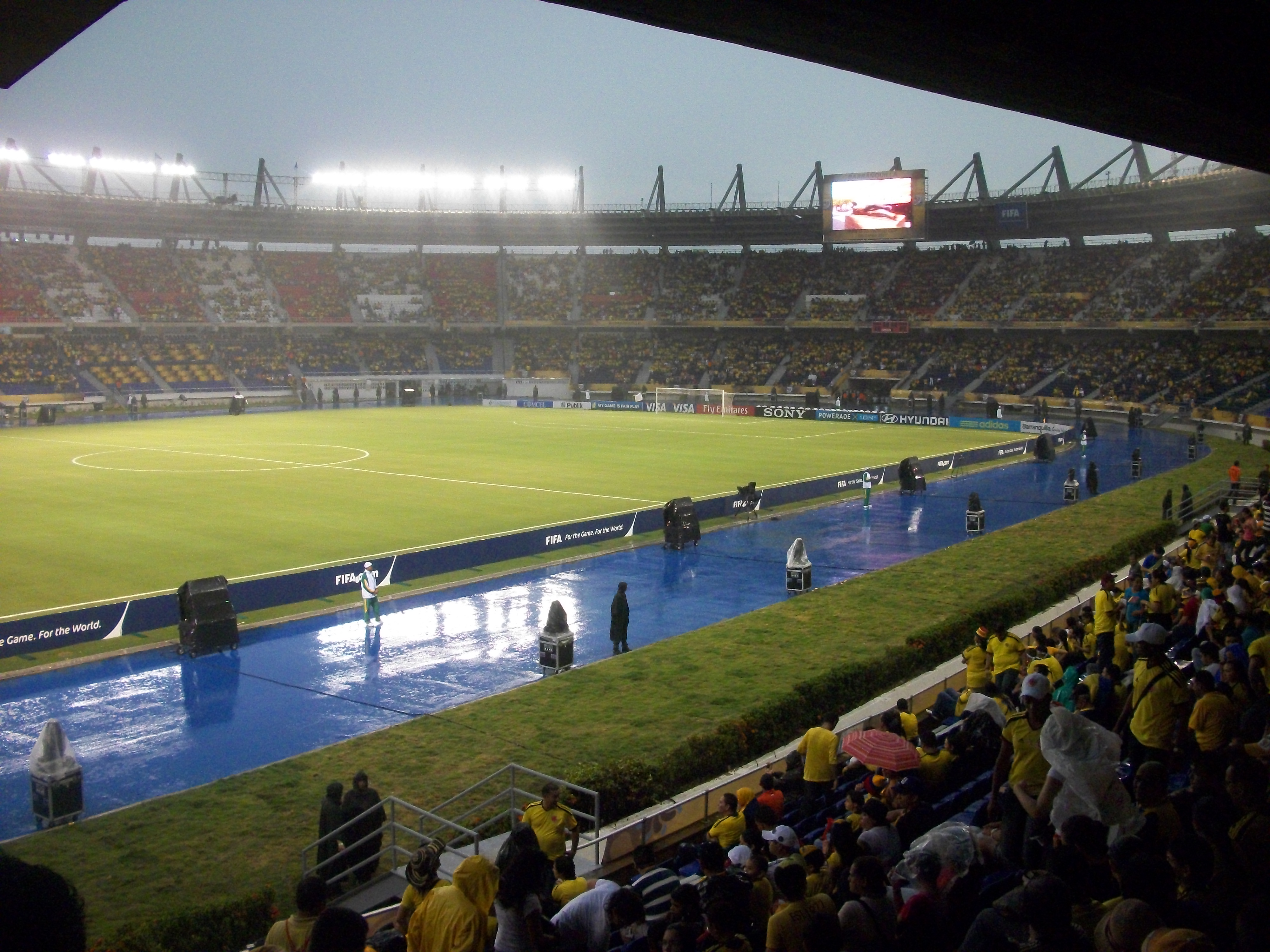
Previo al partido - en el Estadio Metropolitano de Barranquilla.

| Equipo  | Pts | PJ | PG | PE | PP | GF | GC | Dif |
| ------- | --- | -- | -- | -- | -- | -- | -- | --- |
| Brasil  | 7   | 3  | 2  | 1  | 0  | 8  | 1  | 7   |
| Egipto  | 7   | 3  | 2  | 1  | 0  | 6  | 1  | 5   |
| Panamá  | 1   | 3  | 0  | 1  | 2  | 0  | 5  | -5  |
| Austria | 1   | 3  | 0  | 1  | 2  | 0  | 7  | -7  |

| 29 de julio de 2011, 21:00 | Brasil     | 1:1 (1:1) | Egipto    | Estadio Metropolitano, Barranquilla                                |                                                                    |
|                            | Danilo 12' | Reporte   | Gaber 26' | Asistencia: 45 170 espectadores Árbitro(s): Cüneyt Çakır (Turquía) | Asistencia: 45 170 espectadores Árbitro(s): Cüneyt Çakır (Turquía) |

| 29 de julio de 2011, 17:30 | Austria | 0:0     | Panamá | Estadio Jaime Morón León, Cartagena                                  |                                                                      |
|                            |         | Reporte |        | Asistencia: 13 198 espectadores Árbitro(s): Antonio Arias (Paraguay) | Asistencia: 13 198 espectadores Árbitro(s): Antonio Arias (Paraguay) |

| 1 de agosto de 2011, 17:00 | Egipto     | 1:0 (0:0) | Panamá | Estadio Metropolitano, Barranquilla                                      |                                                                          |
|                            | Hegazi 67' | Reporte   |        | Asistencia: 11 101 espectadores Árbitro(s): Kim Dong-jin (Corea del Sur) | Asistencia: 11 101 espectadores Árbitro(s): Kim Dong-jin (Corea del Sur) |

| 1 de agosto de 2011, 20:00 | Brasil                                           | 3:0 (1:0) | Austria | Estadio Metropolitano, Barranquilla                                      |                                                                          |
|                            | Henrique 37' · Coutinho 52' (pen.) · Willian 63' | Reporte   |         | Asistencia: 11 101 espectadores Árbitro(s): Mark Geiger (Estados Unidos) | Asistencia: 11 101 espectadores Árbitro(s): Mark Geiger (Estados Unidos) |

| 4 de agosto de 2011, 20:00 | Brasil                                       | 4:0 (2:0) | Panamá | Estadio Metropolitano, Barranquilla                                       |                                                                           |
|                            | Henrique 40' · Coutinho 45+1' 52' · Dudu 89' | Reporte   |        | Asistencia: 16 513 espectadores Árbitro(s): Mark Clattenburg (Inglaterra) | Asistencia: 16 513 espectadores Árbitro(s): Mark Clattenburg (Inglaterra) |

| 4 de agosto de 2011, 20:00 | Egipto                          | 4:0 (1:0) | Austria | Estadio Jaime Morón León, Cartagena                                  |                                                                      |
|                            | Sobhi 31' · Ibrahim 60' 62' 82' | Reporte   |         | Asistencia: 16 042 espectadores Árbitro(s): Walter López (Guatemala) | Asistencia: 16 042 espectadores Árbitro(s): Walter López (Guatemala) |

#### Grupo F

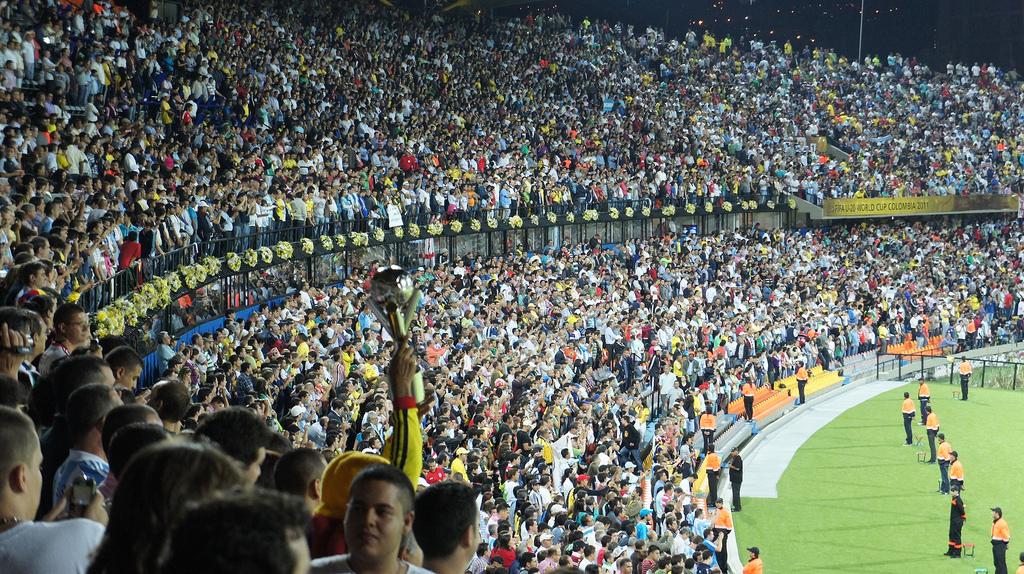
Asistentes al partido - en el Estadio Atanasio Girardot en la ciudad de Medellín.

| Equipo          | Pts | PJ | PG | PE | PP | GF | GC | Dif |
| --------------- | --- | -- | -- | -- | -- | -- | -- | --- |
| Argentina       | 7   | 3  | 2  | 1  | 0  | 4  | 0  | 4   |
| México          | 4   | 3  | 1  | 1  | 1  | 3  | 1  | 2   |
| Inglaterra      | 3   | 3  | 0  | 3  | 0  | 0  | 0  | 0   |
| Corea del Norte | 1   | 3  | 0  | 1  | 2  | 0  | 6  | -6  |

| 29 de julio de 2011, 14:30 | Inglaterra | 0:0     | Corea del Norte | Estadio Atanasio Girardot, Medellín                                |                                                                    |
|                            |            | Reporte |                 | Asistencia: 25 995 espectadores Árbitro(s): Wilson Seneme (Brasil) | Asistencia: 25 995 espectadores Árbitro(s): Wilson Seneme (Brasil) |

| 29 de julio de 2011, 17:30 | Argentina  | 1:0 (0:0) | México | Estadio Atanasio Girardot, Medellín                              |                                                                  |
|                            | Lamela 70' | Reporte   |        | Asistencia: 25 995 espectadores Árbitro(s): István Vad (Hungría) | Asistencia: 25 995 espectadores Árbitro(s): István Vad (Hungría) |

| 1 de agosto de 2011, 17:00 | México                                              | 3:0 (1:0) | Corea del Norte | Estadio Atanasio Girardot, Medellín                                       |                                                                           |
|                            | Yong-chol 45+1' (a.g.) · Guarch 54' · De Buen 90+4' | Reporte   |                 | Asistencia: 40 704 espectadores Árbitro(s): Markus Strömbergsson (Suecia) | Asistencia: 40 704 espectadores Árbitro(s): Markus Strömbergsson (Suecia) |

| 1 de agosto de 2011, 20:00 | Argentina | 0:0     | Inglaterra | Estadio Atanasio Girardot, Medellín                                  |                                                                      |
|                            |           | Reporte |            | Asistencia: 40 704 espectadores Árbitro(s): Walter López (Guatemala) | Asistencia: 40 704 espectadores Árbitro(s): Walter López (Guatemala) |

| 4 de agosto de 2011, 17:00 | México | 0:0     | Inglaterra | Estadio Jaime Morón León, Cartagena                                   |                                                                       |
|                            |        | Reporte |            | Asistencia: 16 042 espectadores Árbitro(s): Djamel Haimoudi (Argelia) | Asistencia: 16 042 espectadores Árbitro(s): Djamel Haimoudi (Argelia) |

| 4 de agosto de 2011, 17:00 | Argentina                                        | 3:0 (1:0) | Corea del Norte | Estadio Atanasio Girardot, Medellín                                           |                                                                               |
|                            | Ferreyra 36' · Villafáñez 84' · Cirigliano 90+6' | Reporte   |                 | Asistencia: 14 647 espectadores Árbitro(s): Noumandiez Doue (Costa de Marfil) | Asistencia: 14 647 espectadores Árbitro(s): Noumandiez Doue (Costa de Marfil) |

#### Mejores terceros
Entre los equipos que finalizaron en el tercer lugar de sus respectivos grupos, los cuatro mejores avanzaron a octavos de final, acorde con el reglamento de la competición.
| Equipo        | Gr | Pts | PJ | PG | PE | PP | GF | GC | Dif |
| ------------- | -- | --- | -- | -- | -- | -- | -- | -- | --- |
| Inglaterra    | F  | 3   | 3  | 0  | 3  | 0  | 0  | 0  | 0   |
| Corea del Sur | A  | 3   | 3  | 1  | 0  | 2  | 3  | 4  | -1  |
| Costa Rica    | C  | 3   | 3  | 1  | 0  | 2  | 4  | 9  | -5  |
| Guatemala     | D  | 3   | 3  | 1  | 0  | 2  | 1  | 11 | -10 |
| Nueva Zelanda | B  | 2   | 3  | 0  | 2  | 1  | 2  | 3  | -1  |
| Panamá        | E  | 1   | 3  | 0  | 1  | 2  | 0  | 5  | -5  |

Los emparejamientos de los octavos de final fueron definidos de la siguiente manera:
- Partido 1: 1.° del grupo E v 2.° del grupo D
- Partido 2: 1.° del grupo C v 3.° del grupo A/B/F
- Partido 3: 2.° del grupo B v 2.° del grupo F
- Partido 4: 1.° del grupo A v 3.° del grupo C/D/E
- Partido 5: 2.° del grupo A v 2.° del grupo C
- Partido 6: 1.° del grupo D v 3.° del grupo B/E/F
- Partido 7: 1.° del grupo B v 3.° del grupo A/C/D
- Partido 8: 1.° del grupo F v 2.° del grupo E

Los emparejamientos de los partidos 2, 4, 6 y 7 dependen de quienes sean los terceros lugares que se clasifiquen a los octavos de final. La siguiente tabla muestra las diferentes opciones para definir a los rivales de los ganadores de los grupos A, B, C y D.
     – Combinación que se dio en esta edición.
| Si los 4 mejores terceros son de los grupos: | El 1.° del grupo A juega con: | El 1.° del grupo B juega con: | El 1.° del grupo C juega con: | El 1.° del grupo D juega con: |
| -------------------------------------------- | ----------------------------- | ----------------------------- | ----------------------------- | ----------------------------- |
| A, B, C y D                                  | 3.° del grupo C               | 3.° del grupo D               | 3.° del grupo A               | 3.° del grupo B               |
| A, B, C y E                                  | 3.° del grupo C               | 3.° del grupo A               | 3.° del grupo B               | 3.° del grupo E               |
| A, B, C y F                                  | 3.° del grupo C               | 3.° del grupo A               | 3.° del grupo B               | 3.° del grupo F               |
| A, B, D y E                                  | 3.° del grupo D               | 3.° del grupo A               | 3.° del grupo B               | 3.° del grupo E               |
| A, B, D y F                                  | 3.° del grupo D               | 3.° del grupo A               | 3.° del grupo B               | 3.° del grupo F               |
| A, B, E y F                                  | 3.° del grupo E               | 3.° del grupo A               | 3.° del grupo B               | 3.° del grupo F               |
| A, C, D y E                                  | 3.° del grupo C               | 3.° del grupo D               | 3.° del grupo A               | 3.° del grupo E               |
| A, C, D y F                                  | 3.° del grupo C               | 3.° del grupo D               | 3.° del grupo A               | 3.° del grupo F               |
| A, C, E y F                                  | 3.° del grupo C               | 3.° del grupo A               | 3.° del grupo F               | 3.° del grupo E               |
| A, D, E y F                                  | 3.° del grupo D               | 3.° del grupo A               | 3.° del grupo F               | 3.° del grupo E               |
| B, C, D y E                                  | 3.° del grupo C               | 3.° del grupo D               | 3.° del grupo B               | 3.° del grupo E               |
| B, C, D y F                                  | 3.° del grupo C               | 3.° del grupo D               | 3.° del grupo B               | 3.° del grupo F               |
| B, C, E y F                                  | 3.° del grupo E               | 3.° del grupo C               | 3.° del grupo B               | 3.° del grupo F               |
| B, D, E y F                                  | 3.° del grupo E               | 3.° del grupo D               | 3.° del grupo B               | 3.° del grupo F               |
| C, D, E y F                                  | 3.° del grupo C               | 3.° del grupo D               | 3.° del grupo F               | 3.° del grupo E               |

### Segunda fase
|  | Octavos de final | Octavos de final |           |                | Cuartos de final  | Cuartos de final  |  |         | Semifinales  | Semifinales  |        |               | Final        | Final        |  |
|  | 9 y 10 de agosto | 9 y 10 de agosto |           |                | 13 y 14 de agosto | 13 y 14 de agosto |  |         | 17 de agosto | 17 de agosto |        |               | 20 de agosto | 20 de agosto |  |
|  |                  |                  |           |                |                   |                   |  |         |              |              |        |               |              |              |  |
|  |                  |                  |           |                |                   |                   |  |         |              |              |        |               |              |              |  |
|  | Brasil           | 3                |           |                |                   |                   |  |         |              |              |        |               |              |              |  |
|  | Brasil           | 3                |           |                |                   |                   |  |         |              |              |        |               |              |              |  |
|  | Arabia Saudita   | 0                |           |                |                   |                   |  |         |              |              |        |               |              |              |  |
|  | Arabia Saudita   | 0                |           | Brasil (p.)    | 2 (4)             |                   |  |         |              |              |        |               |              |              |  |
|  |                  |                  |           | Brasil (p.)    | 2 (4)             |                   |  |         |              |              |        |               |              |              |  |
|  |                  |                  | España    | 2 (2)          |                   |                   |  |         |              |              |        |               |              |              |  |
|  | España (p.)      | 0 (7)            | España    | 2 (2)          |                   |                   |  |         |              |              |        |               |              |              |  |
|  | España (p.)      | 0 (7)            |           |                |                   |                   |  |         |              |              |        |               |              |              |  |
|  | Corea del Sur    | 0 (6)            |           |                |                   |                   |  |         |              |              |        |               |              |              |  |
|  | Corea del Sur    | 0 (6)            |           |                |                   |                   |  | Brasil  | 2            |              |        |               |              |              |  |
|  |                  |                  |           |                |                   |                   |  | Brasil  | 2            |              |        |               |              |              |  |
|  |                  |                  | México    | 0              |                   |                   |  |         |              |              |        |               |              |              |  |
|  | Camerún          | 1 (0)            | México    | 0              |                   |                   |  |         |              |              |        |               |              |              |  |
|  | Camerún          | 1 (0)            |           |                |                   |                   |  |         |              |              |        |               |              |              |  |
|  | México (p.)      | 1 (3)            |           |                |                   |                   |  |         |              |              |        |               |              |              |  |
|  | México (p.)      | 1 (3)            |           | México         | 3                 |                   |  |         |              |              |        |               |              |              |  |
|  |                  |                  |           | México         | 3                 |                   |  |         |              |              |        |               |              |              |  |
|  |                  |                  | Colombia  | 1              |                   |                   |  |         |              |              |        |               |              |              |  |
|  | Colombia         | 3                | Colombia  | 1              |                   |                   |  |         |              |              |        |               |              |              |  |
|  | Colombia         | 3                |           |                |                   |                   |  |         |              |              |        |               |              |              |  |
|  | Costa Rica       | 2                |           |                |                   |                   |  |         |              |              |        |               |              |              |  |
|  | Costa Rica       | 2                |           |                |                   |                   |  |         |              |              |        | Brasil (t.s.) | 3            |              |  |
|  |                  |                  |           |                |                   |                   |  |         |              |              |        | Brasil (t.s.) | 3            |              |  |
|  |                  |                  | Portugal  | 2              |                   |                   |  |         |              |              |        |               |              |              |  |
|  | Francia          | 1                | Portugal  | 2              |                   |                   |  |         |              |              |        |               |              |              |  |
|  | Francia          | 1                |           |                |                   |                   |  |         |              |              |        |               |              |              |  |
|  | Ecuador          | 0                |           |                |                   |                   |  |         |              |              |        |               |              |              |  |
|  | Ecuador          | 0                |           | Francia (t.s.) | 3                 |                   |  |         |              |              |        |               |              |              |  |
|  |                  |                  |           | Francia (t.s.) | 3                 |                   |  |         |              |              |        |               |              |              |  |
|  |                  |                  | Nigeria   | 2              |                   |                   |  |         |              |              |        |               |              |              |  |
|  | Nigeria          | 1                | Nigeria   | 2              |                   |                   |  |         |              |              |        |               |              |              |  |
|  | Nigeria          | 1                |           |                |                   |                   |  |         |              |              |        |               |              |              |  |
|  | Inglaterra       | 0                |           |                |                   |                   |  |         |              |              |        |               |              |              |  |
|  | Inglaterra       | 0                |           |                |                   |                   |  | Francia | 0            |              |        |               |              |              |  |
|  |                  |                  |           |                |                   |                   |  | Francia | 0            |              |        |               |              |              |  |
|  |                  |                  | Portugal  | 2              |                   |                   |  |         |              |              |        |               |              |              |  |
|  | Portugal         | 1                | Portugal  | 2              |                   |                   |  |         |              |              |        |               |              |              |  |
|  | Portugal         | 1                |           |                |                   |                   |  |         |              |              |        |               |              |              |  |
|  | Guatemala        | 0                |           |                |                   |                   |  |         |              |              |        |               |              |              |  |
|  | Guatemala        | 0                |           | Portugal (p.)  | 0 (5)             |                   |  |         |              |              |        | Tercer lugar  | Tercer lugar |              |  |
|  |                  |                  |           | Portugal (p.)  | 0 (5)             |                   |  |         |              |              |        | Tercer lugar  | Tercer lugar |              |  |
|  |                  |                  | Argentina | 0 (4)          |                   |                   |  |         |              |              |        |               |              |              |  |
|  | Argentina        | 2                | Argentina | 0 (4)          |                   |                   |  |         |              |              | México | 3             |              |              |  |
|  | Argentina        | 2                |           |                |                   |                   |  |         |              |              | México | 3             |              |              |  |
|  | Egipto           | 1                |           |                |                   |                   |  |         |              |              |        |               | Francia      | 1            |  |
|  | Egipto           | 1                |           |                |                   |                   |  |         |              |              |        |               | Francia      | 1            |  |
|  |                  |                  |           |                |                   |                   |  |         |              |              |        |               |              |              |  |

#### Octavos de final
| 9 de agosto de 2011, 17:00 | Portugal              | 1:0 (1:0) | Guatemala | Estadio Pascual Guerrero, Cali                                        |                                                                       |
|                            | N. Oliveira 7' (pen.) | Reporte   |           | Asistencia: 34 265 espectadores Árbitro(s): Djamel Haimoudi (Argelia) | Asistencia: 34 265 espectadores Árbitro(s): Djamel Haimoudi (Argelia) |

| 9 de agosto de 2011, 17:00 | Argentina                    | 2:1 (1:0) | Egipto           | Estadio Atanasio Girardot, Medellín                                       |                                                                           |
|                            | Lamela 42' (pen.) 64' (pen.) | Reporte   | Salah 70' (pen.) | Asistencia: 40 150 espectadores Árbitro(s): Markus Strömbergsson (Suecia) | Asistencia: 40 150 espectadores Árbitro(s): Markus Strömbergsson (Suecia) |

| 9 de agosto de 2011, 20:00 | Camerún                    | 1:1 (1:1, 0:0) (t. s.)(0:3 p.) | México                  | Estadio Hernán Ramírez Villegas, Pereira                           |                                                                    |
|                            | Ohandza 79'                | Reporte                        | Orrantia 81'            | Asistencia: 21 745 espectadores Árbitro(s): Wilson Seneme (Brasil) | Asistencia: 21 745 espectadores Árbitro(s): Wilson Seneme (Brasil) |
|                            |                            | Tiros desde el punto penal     |                         |                                                                    |                                                                    |
|                            | Ohandza · Nguessi · Mbondi |                                | Torres · Dávila · Piñón |                                                                    |                                                                    |

| 9 de agosto de 2011, 20:00 | Colombia                                         | 3:2 (0:0) | Costa Rica           | Estadio El Campín, Bogotá                                                 |                                                                           |
|                            | Muriel 56' · Franco 79' · Rodríguez 90+3' (pen.) | Reporte   | Ruíz 63' · Escoe 65' | Asistencia: 36 084 espectadores Árbitro(s): Mark Clattenburg (Inglaterra) | Asistencia: 36 084 espectadores Árbitro(s): Mark Clattenburg (Inglaterra) |

| 10 de agosto de 2011, 17:00 | Nigeria    | 1:0 (0:0) | Inglaterra | Estadio Centenario, Armenia                                          |                                                                      |
|                             | Egbedi 52' | Reporte   |            | Asistencia: 18 293 espectadores Árbitro(s): Antonio Arias (Paraguay) | Asistencia: 18 293 espectadores Árbitro(s): Antonio Arias (Paraguay) |

| 10 de agosto de 2011, 17:00 | España                                                        | 0:0 (t. s.)(7:6 p.)        | Corea del Sur                                                                         | Estadio Palogrande, Manizales                                            |                                                                          |
|                             |                                                               | Reporte                    |                                                                                       | Asistencia: 23 618 espectadores Árbitro(s): Mark Geiger (Estados Unidos) | Asistencia: 23 618 espectadores Árbitro(s): Mark Geiger (Estados Unidos) |
|                             |                                                               | Tiros desde el punto penal |                                                                                       |                                                                          |                                                                          |
|                             | Tello · Recio · Koke · Vázquez · Isco · Bartra · Amat · Oriol |                            | Seung yong · Seung woo · Ki je · Jin su · Hyun-soo · Sang gi · Sung dong · Kyung-jung |                                                                          |                                                                          |

| 10 de agosto de 2011, 20:00 | Brasil                                      | 3:0 (0:0) | Arabia Saudita | Estadio Metropolitano, Barranquilla                              |                                                                  |
|                             | Henrique 46' · Gabriel Silva 69' · Dudu 86' | Reporte   |                | Asistencia: 37 448 espectadores Árbitro(s): István Vad (Hungría) | Asistencia: 37 448 espectadores Árbitro(s): István Vad (Hungría) |

| 10 de agosto de 2011, 20:00                                                         | Francia       | 1:0 (0:0) | Ecuador | Estadio Jaime Morón León, Cartagena                                      |                                                                          |
|                                                                                     | Griezmann 75' | Reporte   |         | Asistencia: 15 958 espectadores Árbitro(s): Kim Dong-jin (Corea del Sur) | Asistencia: 15 958 espectadores Árbitro(s): Kim Dong-jin (Corea del Sur) |
| Partido suspendido por corte eléctrico a los 27' de juego con una duración de 9'30. |               |           |         |                                                                          |                                                                          |

#### Cuartos de final
| 13 de agosto de 2011, 17:00 | Portugal                                                             | 0:0 (t. s.)(5:4 p.)        | Argentina                                                               | Estadio Jaime Morón León, Cartagena                                       |                                                                           |
|                             |                                                                      | Reporte                    |                                                                         | Asistencia: 15 946 espectadores Árbitro(s): Peter O'Leary (Nueva Zelanda) | Asistencia: 15 946 espectadores Árbitro(s): Peter O'Leary (Nueva Zelanda) |
|                             |                                                                      | Tiros desde el punto penal |                                                                         |                                                                           |                                                                           |
|                             | Reis · Danilo · Roderick · Lopes · N. Oliveira · Tiago · S. Oliveira |                            | Lamela · Iturbe · Nervo · González Pírez · Ruiz · Vuletich · Tagliafico |                                                                           |                                                                           |

| 13 de agosto de 2011, 20:00 | México                             | 3:1 (1:0) | Colombia   | Estadio El Campín, Bogotá                                          |                                                                    |
|                             | Torres 38' (pen.) · Rivera 69' 88' | Reporte   | Zapata 60' | Asistencia: 35 969 espectadores Árbitro(s): Cüneyt Çakır (Turquía) | Asistencia: 35 969 espectadores Árbitro(s): Cüneyt Çakır (Turquía) |

| 14 de agosto de 2011, 15:00 | Francia                          | 3:2 (1:1, 0:0) (t. s.) | Nigeria          | Estadio Pascual Guerrero, Cali                                      |                                                                     |
|                             | Lacazette 50' 104' · Fofana 102' | Reporte                | Ejike 90+3' 111' | Asistencia: 33 007 espectadores Árbitro(s): Darío Ubríaco (Uruguay) | Asistencia: 33 007 espectadores Árbitro(s): Darío Ubríaco (Uruguay) |

| 14 de agosto de 2011, 18:00 | Brasil                              | 2:2 (1:1, 1:0) (t. s.)(4:2 p.) | España                            | Estadio Hernán Ramírez Villegas, Pereira                             |                                                                      |
|                             | Willian 35' · Dudu 100'             | Reporte                        | Rodrigo 57' · Vázquez 102'        | Asistencia: 29 318 espectadores Árbitro(s): Walter López (Guatemala) | Asistencia: 29 318 espectadores Árbitro(s): Walter López (Guatemala) |
|                             |                                     | Tiros desde el punto penal     |                                   |                                                                      |                                                                      |
|                             | Casemiro · Danilo · Henrique · Dudu |                                | Amat · Roberto · Bartra · Vázquez |                                                                      |                                                                      |

#### Semifinales
| 17 de agosto de 2011, 17:00 | Francia | 0:2 (0:2) | Portugal                           | Estadio Atanasio Girardot, Medellín                                |                                                                    |
|                             |         | Reporte   | Danilo 9' · N. Oliveira 40' (pen.) | Asistencia: 40 560 espectadores Árbitro(s): Cüneyt Çakır (Turquía) | Asistencia: 40 560 espectadores Árbitro(s): Cüneyt Çakır (Turquía) |

| 17 de agosto de 2011, 20:00 | Brasil           | 2:0 (0:0) | México | Estadio Hernán Ramírez Villegas, Pereira                                  |                                                                           |
|                             | Henrique 80' 84' | Reporte   |        | Asistencia: 30 812 espectadores Árbitro(s): Mark Clattenburg (Inglaterra) | Asistencia: 30 812 espectadores Árbitro(s): Mark Clattenburg (Inglaterra) |

#### Tercer lugar
| 20 de agosto de 2011, 17:00 | México                                 | 3:1 (1:1) | Francia      | Estadio El Campín, Bogotá                                            |                                                                      |
|                             | Dávila 12' · Enríquez 49' · Rivera 71' | Reporte   | Lacazette 8' | Asistencia: 36 058 espectadores Árbitro(s): Antonio Arias (Paraguay) | Asistencia: 36 058 espectadores Árbitro(s): Antonio Arias (Paraguay) |

#### Final
| 20 de agosto de 2011, 20:00 | Brasil            | 3:2 (2:2, 1:1) (t. s.) | Portugal                  | Estadio El Campín, Bogotá                                                |                                                                          |
|                             | Oscar 5' 78' 111' | Reporte                | Alex 9' · N. Oliveira 59' | Asistencia: 36 058 espectadores Árbitro(s): Mark Geiger (Estados Unidos) | Asistencia: 36 058 espectadores Árbitro(s): Mark Geiger (Estados Unidos) |

|                           |
| Bandera de Brasil         |
| Campeón Brasil 5.º título |

## Estadísticas

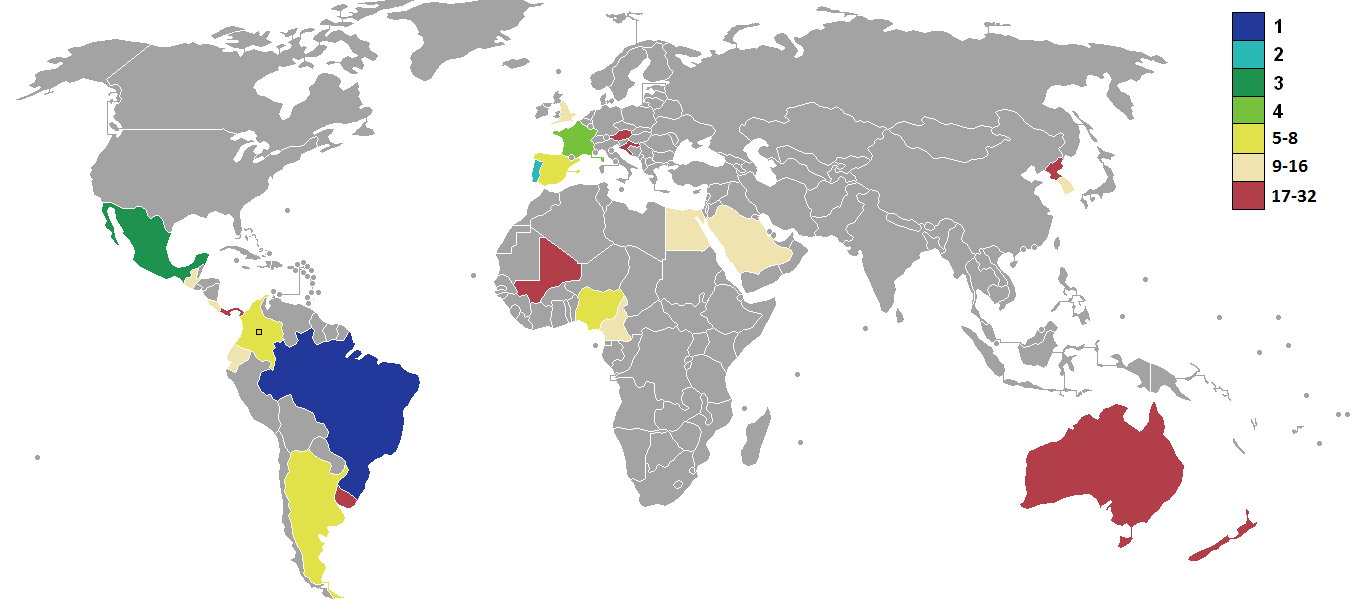
Mapa de los resultados de la copa

| Equipo | Equipo          | Pts | PJ | PG | PE | PP | GF | GC | Dif | Rend  |
| ------ | --------------- | --- | -- | -- | -- | -- | -- | -- | --- | ----- |
| 1      | Brasil          | 17  | 7  | 5  | 2  | 0  | 18 | 5  | 13  | 81,0% |
| 2      | Portugal        | 14  | 7  | 4  | 2  | 1  | 7  | 3  | 4   | 66,7% |
| 3      | México          | 11  | 7  | 3  | 2  | 2  | 10 | 6  | 4   | 52,4% |
| 4      | Francia         | 12  | 7  | 4  | 0  | 3  | 11 | 12 | -1  | 57,1% |
| 5      | Nigeria         | 12  | 5  | 4  | 0  | 1  | 15 | 5  | 10  | 80,0% |
| 6      | Colombia        | 12  | 5  | 4  | 0  | 1  | 11 | 6  | 5   | 80,0% |
| 7      | España          | 11  | 5  | 3  | 2  | 0  | 13 | 4  | 9   | 73,3% |
| 8      | Argentina       | 11  | 5  | 3  | 2  | 0  | 6  | 1  | 5   | 73,3% |
| 9      | Egipto          | 7   | 4  | 2  | 1  | 1  | 7  | 3  | 4   | 58,3% |
| 10     | Arabia Saudita  | 6   | 4  | 2  | 0  | 2  | 8  | 5  | 3   | 50,0% |
| 11     | Camerún         | 5   | 4  | 1  | 2  | 1  | 3  | 3  | 0   | 41,7% |
| 12     | Ecuador         | 4   | 4  | 1  | 1  | 2  | 4  | 4  | 0   | 33,3% |
| 13     | Corea del Sur   | 4   | 4  | 1  | 1  | 2  | 3  | 4  | -1  | 33,3% |
| 14     | Inglaterra      | 3   | 4  | 0  | 3  | 1  | 0  | 1  | -1  | 25,0% |
| 15     | Costa Rica      | 3   | 4  | 1  | 0  | 3  | 6  | 12 | -6  | 25,0% |
| 16     | Guatemala       | 3   | 4  | 1  | 0  | 3  | 1  | 12 | -11 | 25,0% |
| 17     | Nueva Zelanda   | 2   | 3  | 0  | 2  | 1  | 2  | 3  | -1  | 22,2% |
| 18     | Uruguay         | 2   | 3  | 0  | 2  | 1  | 1  | 2  | -1  | 22,2% |
| 19     | Australia       | 1   | 3  | 0  | 1  | 2  | 4  | 9  | -5  | 11,1% |
| 20     | Panamá          | 1   | 3  | 0  | 1  | 2  | 0  | 5  | -5  | 11,1% |
| 21     | Corea del Norte | 1   | 3  | 0  | 1  | 2  | 0  | 6  | -6  | 11,1% |
| 22     | Austria         | 1   | 3  | 0  | 1  | 2  | 0  | 7  | -7  | 11,1% |
| 23     | Croacia         | 0   | 3  | 0  | 0  | 3  | 2  | 8  | -6  | 0,0%  |
| 24     | Malí            | 0   | 3  | 0  | 0  | 3  | 0  | 6  | -6  | 0,0%  |

## Premios y reconocimientos

### Bota de Oro
Para la designación del ganador de la Bota de Oro, se tomaron en cuenta en primera instancia los goles (GF), seguido por las asistencias de goles realizadas (AST), y finalmente la menor cantidad de minutos jugados (MIN). En primer lugar figuró Henrique: el delantero de 20 años anotó cinco goles e hizo tres asistencias. De esa manera superó a todos los demás goleadores y se hizo merecedor de la Bota de Oro Adidas.
| Jugador             | Selección | GF | AST | MIN |
| ------------------- | --------- | -- | --- | --- |
| Henrique            | Brasil    | 5  | 3   | 557 |
| Álvaro Vázquez      | España    | 5  | 2   | 219 |
| Alexandre Lacazette | Francia   | 5  | 1   | 353 |
| Nélson Oliveira     | Portugal  | 4  | 2   | 674 |
| Luis Muriel         | Colombia  | 4  | 0   | 442 |
| James Rodríguez     | Colombia  | 3  | 3   | 417 |
| Ahmed Musa          | Nigeria   | 3  | 3   | 449 |
| Oscar               | Brasil    | 3  | 3   | 668 |
| Olarenwaju Kayode   | Nigeria   | 3  | 2   | 344 |
| Dudu                | Brasil    | 3  | 1   | 258 |
| Edafe Egbedi        | Nigeria   | 3  | 1   | 366 |
| Philippe Coutinho   | Brasil    | 3  | 1   | 545 |

### Balón de oro
Como sucede en todas las competiciones, el Grupo de Estudios Técnicos de la FIFA dio a conocer la lista de 10 candidatos a quedarse con el Balón de Oro, premio para el mejor jugador de la Copa Mundial Sub-20 de la FIFA. Los miembros de la prensa acreditada votaron por tres futbolistas de esa lista. El total de puntos fue anunciado por la FIFA al finalizar el encuentro entre Brasil y Portugal el 20 de agosto. El ganador recibió el Balón de Oro, mientras que el segundo y el tercero fueron acreedores del Balón de Plata y el Balón de Bronce respectivamente.

| Jugador           | Selección |
| ----------------- | --------- |
| Henrique          | Brasil    |
| Nélson Oliveira   | Portugal  |
| Jorge Enríquez    | México    |
| Danilo Pereira    | Portugal  |
| Gueïda Fofana     | Francia   |
| Carlos Luque      | Argentina |
| Hugo Mallo        | España    |
| Ahmed Musa        | Nigeria   |
| Philippe Coutinho | Brasil    |
| James Rodríguez   | Colombia  |

### Guante de Oro
El premio Guante de Oro al mejor arquero del campeonato fue para el portugués Mika. El joven de 20 años mantuvo su valla invicta durante 575 minutos y, con esto, superó el récord que mantenía hasta el momento el chileno Cristopher Toselli en Canadá 2007, con 493 minutos. Mika recibió en el certamen 3 goles, todos en la final. De paso, el jugador del Benfica, nacido en Suiza, se convirtió en el primer arquero que logra completar seis partidos de la competición sin recibir ni un solo tanto en contra.
| Jugador | Selección |
| Mika    | Portugal  |
| ------- | --------- |

### Premio Fair Play
A su vez, la Selección de Nigeria ganó el premio al Juego Limpio. En 5 partidos los africanos solo recibieron 3 tarjetas amarillas.
| Selección                             |
| Selección de fútbol sub-20 de Nigeria |
| ------------------------------------- |

### Jugador del partido
Tras cada partido disputado, el sitio oficial de la FIFA, en sus reportes indicó cual fue el futbolista destacado en cada uno de los encuentros.

| Fase de grupos - Fecha 1 | Fase de grupos - Fecha 1 | Fase de grupos - Fecha 2 | Fase de grupos - Fecha 2 | Fase de grupos - Fecha 3 | Fase de grupos - Fecha 3 | Segunda fase        | Segunda fase |
| Jugador                  | Partido                  | Jugador                  | Partido                  | Jugador                  | Partido                  | Jugador             | Partido      |
| ------------------------ | ------------------------ | ------------------------ | ------------------------ | ------------------------ | ------------------------ | ------------------- | ------------ |
| Kim Kyung-jung           | 0:2                      | Alexandre Lacazette      | 3:1                      | Cédric Bakambu           | 2:0                      | Nélson Oliveira     | 1:0          |
| Luis Muriel              | 4:1                      | José Valencia            | 2:0                      | Luis Muriel              | 1:0                      | Erik Lamela         | 2:1          |
| Christ Mbondi            | 1:1                      | Andrew Bevin             | 1:1                      | Emmanuel Mbongo          | 0:1                      | James Rodríguez     | 3:2          |
| Nélson Oliveira          | 0:0                      | Nélson Oliveira          | 1:0                      | Mário Rui                | 1:0                      | Carlos Orrantia     | 1:1          |
| Juan José Govea          | 1:1                      | Joel Campbell            | 2:3                      | Marlon de Jesús          | 3:0                      | Edafe Egbedi        | 1:0          |
| Rodrigo Moreno           | 1:4                      | Sergio Canales           | 0:2                      | Álvaro Vázquez           | 1:5                      | Fernando Pacheco    | 0:0          |
| Yasir Al-Fahmi           | 0:2                      | Yahya Dagriri            | 6:0                      | Marvin Ceballos          | 0:1                      | Henrique            | 3:0          |
| Edafe Egbedi             | 5:0                      | Uche Nwofor              | 2:5                      | Olarenwaju Kayode        | 0:2                      | Antoine Griezmann   | 1:0          |
| Luis Mejía               | 0:0                      | Ahmed Hegazi             | 1:0                      | Mohamed Ibrahim          | 4:0                      | Nélson Oliveira     | 0:0          |
| Danilo                   | 1:1                      | Coutinho                 | 3:0                      | Coutinho                 | 4:0                      | Edson Rivera        | 3:1          |
| Matt Phillips            | 0:0                      | Diego de Buen            | 3:0                      | Erick Torres             | 0:0                      | Alexandre Lacazette | 3:2          |
| Erik Lamela              | 1:0                      | Billy Knott              | 0:0                      | Facundo Ferreyra         | 3:0                      | Willian             | 2:2          |
|                          |                          |                          |                          |                          |                          | Danilo Pereira      | 0:2          |
|                          |                          |                          |                          |                          |                          | Henrique            | 2:0          |
|                          |                          |                          |                          |                          |                          | Jorge Enríquez      | 3:1          |
|                          |                          |                          |                          |                          |                          | Oscar               | 3:2          |

### Gol del torneo
En la semana siguiente al torneo, el sitio oficial de la FIFA abrió una votación en la cual el público escogió el que le pareció el mejor gol del torneo, los resultados fueron revelados el día 25 de agosto de 2011. El agónico y espectacular tiro libre del australiano Tommy Oar frente a Ecuador fue elegido por el público como el Gol del torneo en la Copa Mundial Sub-20 de la FIFA Colombia 2011. El tanto, que igualó las acciones en el último minuto de juego en Manizales, significó además el primer y único punto para el conjunto de Oceanía en el certamen.
| Jugador          | Local     | Visitante     | Resultado |
| ---------------- | --------- | ------------- | --------- |
| Tommy Oar        | Australia | Ecuador       | 1:1       |
| Luis Muriel      | Colombia  | Francia       | 4:1       |
| Oscar dos Santos | Brasil    | Portugal      | 3:2       |
| Terna Suswan     | Croacia   | Nigeria       | 2:5       |
| Gilles Sunu      | Colombia  | Francia       | 4:1       |
| Erik Lamela      | Argentina | México        | 1:0       |
| Sergi Roberto    | Australia | España        | 1:5       |
| Gueïda Fofana    | Francia   | Nigeria       | 3:2       |
| Willian José     | Brasil    | Austria       | 3:0       |
| Kim Young-uk     | Francia   | Corea del Sur | 3:1       |

 Video Oficial: 10 mejores goles del torneo

## Ceremonia de clausura
La ceremonia de clausura tuvo lugar el 20 de agosto de 2011, en el Estadio Nemesio Camacho El Campín, de la capital colombiana. El espectáculo titulado Za, que en muisca significa «noche», y que estuvo a cargo de la Fundación Festival Iberoamericano de Teatro y el Teatro Nacional, tuvo una duración de 20 minutos y se preparó durante cuatro meses. En él participaron 450 artistas que realizaron coreografías a cargo del director escénico Pedro Salazar. Una réplica del trofeo que se llevó Brasil, el equipo ganador del campeonato, atravesó de norte a sur el Estadio Nemesio Camacho El Campín. El espectáculo estuvo basado en el concepto simbólico y cosmológico que para los Muiscas, primeros habitantes de esta región que hoy se conoce como Bogotá, significaba el eclipse. Un acto de amor entre el dios Sol y la diosa Luna, cuyo resultado, según ellos, fue la fecundación de la Tierra.
Al principio aparecieron suspendidos en el aire, el Sol y la Luna, en vuelo hacia el centro de la cancha. Cada uno de ellos era custodiado en tierra por una corte de personajes que siguieron su vuelo. Al Sol lo acompañaron guardianes del fuego, acróbatas y percusionistas, y a la Luna le siguieron figuras suspendidas que se movieron dentro de esferas transparentes, malabaristas y percusionistas. Los dos astros, Xué y Chía, eternos amantes, se eclipsaron por encima de los arcos de la cancha de fútbol, mientras pasaban sobre ellos un cometa pirotécnico que simboliza la actividad constante del universo. Luego, se hicieron presentes cuatro inmensas figuras femeninas interpretando un canto étnico, en representación de las personas de la tierra y sus diferentes razas. A ellas también las acompañó una corte de personajes, con un vestuario como segunda piel que representaba la naturaleza, el aire y las razas. Las cortes caminaron desde los extremos opuestos hasta encontrarse en el centro del campo, donde se integran en una coreografía de malabares, danza y acrobacia que desató un remolino de luz láser.
El remolino de láser se transformó en un mapamundi que cubrió toda la superficie de la cancha. La música cambió, se iluminaron las pantallas gigantes con las banderas de los veinticuatro países participantes en el Mundial formados por los haces de luz. Posteriormente, se inició un recorrido por Colombia, a través de imágenes e íconos de la cultura del país y de las ciudades donde se jugó el campeonato. Las imágenes llegaron a Bogotá, representando su gente, su arquitectura y su cultura. Mientras un niño de seis años tocaba el tambor, dos grupos de percusionistas, de menor a mayor, iniciaron un duelo de cambio de ritmos. El reto musical creció en intensidad y en identidad y se convirtió en un ritmo para el mundo.
Luego, entró un grupo de personas que dieron forma a un corazón que late fuerte al ritmo de los tambores, representando el corazón de un país que vibra con su música y palpita con el fútbol. En el momento más intenso apareció en escena ChocQuibTown, interpretando «De donde vengo yo». Al ritmo de la música, el grupo de artistas construyeron una secuencia de figuras alegóricas al juego: el árbitro, el silbato y el gol mientras en las pantallas se veían proyectados los mejores momentos del Mundial. Los colores amarillo, azul y rojo de la bandera de Colombia se vieron proyectados en las tribunas norte, sur y oriental del escenario.
Al final de la ceremonia una gigantesca réplica de la Copa del Campeonato Mundial Sub-20 voló y quedó suspendida en el firmamento. Decenas de estrellas, formadas por los 450 artistas, quedaron tendidas en la cancha del escenario. Los fuegos artificiales secuenciales cerraron la noche del fútbol Za en forma de círculo adornando el Estadio Nemesio Camacho El Campín. Los asistentes al evento aplaudieron y aclamaron la organización del evento y su ceremonia de clausura.

## Legado

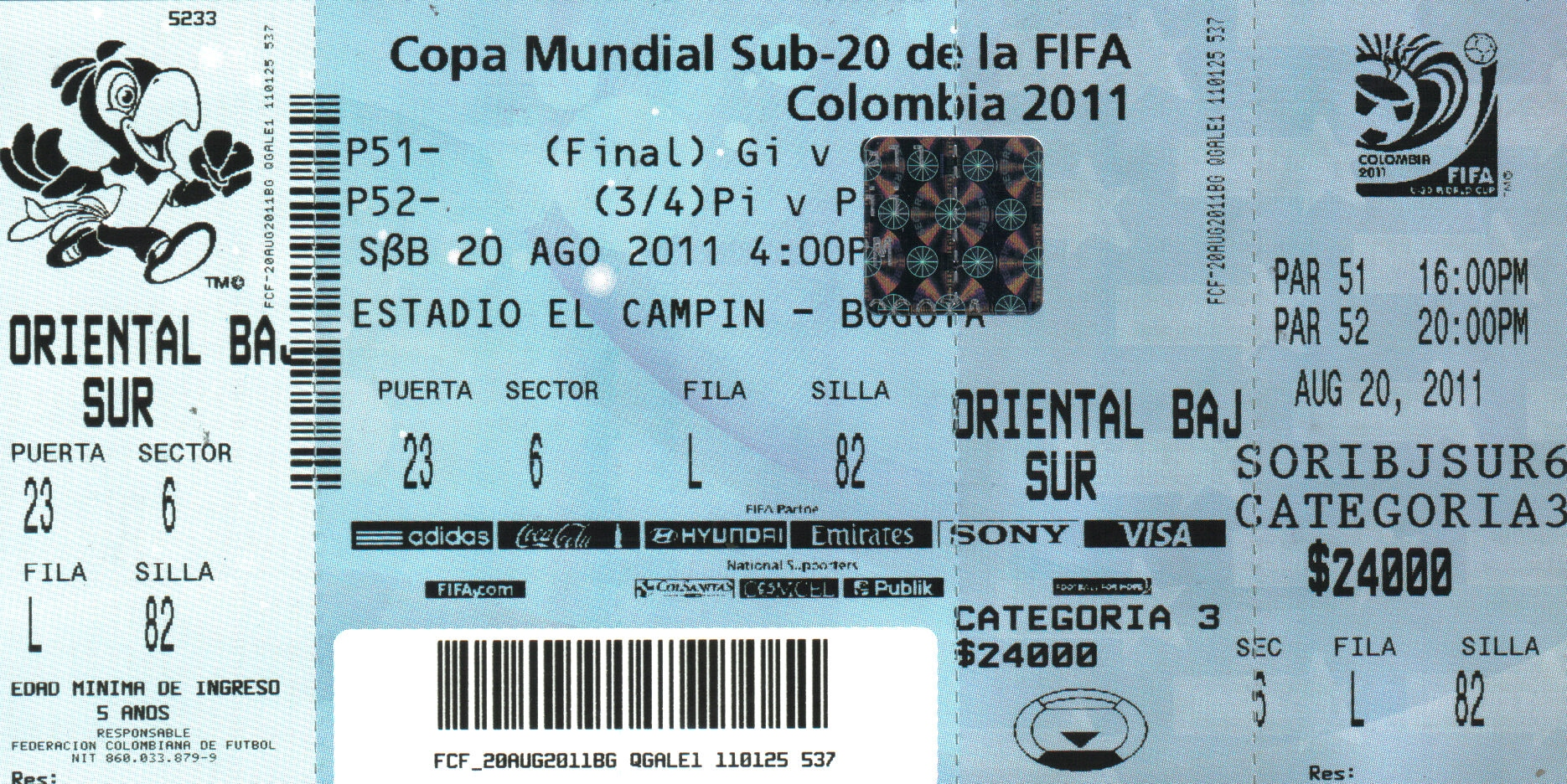
Boleto para ingresar a la final del torneo.

El 19 de agosto de 2011, poco antes de la ceremonia de clausura, el presidente de la FIFA, Joseph Blatter, dijo desde Bogotá que Colombia demostró estar preparada para organizar el mundial de mayores en el año 2026, dado que los certámenes de 2014, 2018 y 2022 ya están adjudicados y tan solo hasta dicho año podrán aspirar a ser sede de la Copa Mundial de Fútbol.
En la conferencia Blatter, también afirmó, al referirse a los estadios del certamen, que estaba complacido con los mismos, ya que no solamente quedaron aptos para recibir eventos deportivos, sino que también para recibir otro tipo de presentaciones, destacó el hecho de que las vallas que separan al público de la cancha se hayan quitado y dijo que este era un gran legado para la afición colombiana.
Se abrió también la posibilidad de que Colombia organice la Copa Mundial Femenina de Fútbol, el presidente de la FIFA destacó que sería un gran éxito para Sudamérica, donde afirmó, el fútbol femenino no tiene un gran respaldo.
El certamen pasó a ser el de mayor asistencia a los estadios en la historia de los mundiales juveniles. Durante la premiación, en el Estadio Nemesio Camacho El Campín el presidente de Colombia, Juan Manuel Santos, recibió la boleta número 1 309 929 de manos del máximo representante de la FIFA Joseph Blatter, cifra consolidada oficial que fue revelada minutos antes del término de la final entre Brasil y Portugal.
| Predecesor: Egipto 2009 | Copa Mundial de Fútbol Sub-20 XVIII edición | Sucesor: Turquía 2013 |